# 大木温之
大木 温之（おおき はるゆき、1965年12月14日 - ）は、日本の音楽家。The ピーズのボーカル、ベース、ギター担当。愛称「はる」。千葉県出身。TOMOVSKYは双子の弟。

## 来歴
成田市出身。千葉県立佐倉高等学校、駒澤大学卒業。血液型はO型。大学在学中に所属した音楽サークル「AMA」（オール・ミュージック・アソシエーション）には漫画家の中尊寺ゆつこ、The STRUMMERSのボーカル・岩田美生やベース・中がいた。
1987年、安孫子義一、後藤升宏と3人でバンド「ジャコフ&ゲイリーズ」を結成。下北沢屋根裏で初ライブ。のちにTheピーズに改名。
1988年、以前からグレイトリッチーズ、ポテトチップス、ディープ&バイツがやっていた“3バカバンドの○○”というライヴ・イベントに、ディープ&バイツの山川のりをがTheピーズも誘い込み、そのうちレピッシュやアンジー、BUCK-TICK等も参加していた“ポコチンロック”に対抗する様な形で、バカロックと呼ばれるジャンル及びシーンを形成していく。
1989年10月、シングル「バカになったのに」でビクター音楽産業よりデビュー。11月には1stアルバム『グレイテストヒッツ VOL.1』『グレイテストヒッツ VOL.2』を2枚同時リリース。12月に後藤が脱退し活動休止に入る。
1990年4月、新ドラマーのウガンダが加入。5月には全国ツアーを敢行し、9月に、シングル「いいコになんかなるなよ」と、アルバム『マスカキザル』を同時リリース。この当時、ウガンダのドラムの腕前は完全なる素人で、テンポ取りもまともに出来ない程であった。
1992年4月、シングル「やりっぱなしでサイナラだBye Bye」、アルバム『クズんなってGO』を同時リリース。アルバムがオリコンチャート初登場51位を記録。その後、2003年までの11年間、作品がチャートインせず。
1993年、アルバム『とどめをハデにくれ』をリリース。ツアー開始直前にウガンダが脱退。2人で活動を行う。
1994年、サポートドラム加入。この頃から活動休止まで頻繁にメンバー交代が行われた（現在のドラマーである佐藤もレコーディングに参加していた時期がある）。
1996年、キングレコードへ移籍。3月にアルバム『どこへも帰らない』をリリース。5月、「底なし」をシングルカット、同年安孫子脱退。
1997年、アルバム『リハビリ中断』をリリース。その後のツアー終了後にThe ピーズは活動休止した。その間は調理師免許を取得し、居酒屋の店員をして生計を立て、真心ブラザーズのツアーサポートメンバーを務める。
1999年、ぢ・大黒堂の楽曲に大木がベーシストとして参加。トータス松本曰く「彼にとって久々の音楽活動だったので、ギグケースから出したベースの弦が錆びていた」。
2001年、選曲を大木が行った2枚組44曲のベスト・アルバムと全14巻のヒストリービデオをリリース。
2002年、ROCK IN JAPAN FESTIVAL2002出演発表によりThe ピーズの活動再開が決定。7月、大木、安孫子、佐藤の3人による千葉LOOKでのライブをもって正式に活動再開。
2003年3月、大木、佐藤シンイチロウ、YO-KING、奥田民生の4人でイベント出演のためにO.P.KINGを結成。
2007年6月9日、ゲストに奥田民生、YO-KING、真鍋吉明、ウルフルケイスケ、トータス松本などを迎え、渋谷AXにて20周年記念ライブを行う。
2007年7月20日よりTOMOVSKYのバンドTOMOVSKYのベースを務める。
2011年、佐藤がthe pillowsの仕事が忙しい事が理由で、大木のみの「1人ピーズ」や佐藤または安孫子との「2人ピーズ」で活動。
2012年6月9日に千葉LOOK、23日に日比谷野外音楽堂で25周年記念ライブを行う。また、7年ぶりにフルアルバム『アルキネマ』をリリース。
2016年12月19日、山中さわおのラジオ番組『Are You Ready To Rock』に出演した際、2017年6月9日に日本武道館にて30周年記念ライブを行うことを発表。
2019年7月18日に公式ブログにて食道癌であることを発表。同年10月18日に手術、10月28日に退院。
2019年11月29日、新宿レッドクロス（紅布）でコゴローズのサポート・メンバーとして復帰。

## 作品
- The ピーズ#ディスコグラフィーを参照